# Guiomys
Guiomys — вимерлий рід порожнинних гризунів, який мешкав у західній частині центральної Патагонії Аргентини (формація Collon Curá), Болівії (група Хонда) та Перу (формація Yahuarango) протягом середнього міоцену (лавентан). Guiomys відомий за фрагментами нижньої та верхньої щелепи з молярами та поодинокими щічними зубами. Типовим видом є Guiomys unica.